# Liste der Kulturdenkmale in Obhausen
In der Liste der Kulturdenkmale in Obhausen sind alle  Kulturdenkmale der Gemeinde Obhausen und ihrer Ortsteile aufgelistet. Grundlage ist das Denkmalverzeichnis des Landes Sachsen-Anhalt, das auf Basis des Denkmalschutzgesetzes des Landes Sachsen-Anhalt vom 21. Oktober 1991 durch das Landesamt für Denkmalpflege und Archäologie Sachsen-Anhalt erstellt und seither laufend ergänzt wurde (Stand: 31. Dezember 2022).
Diese Liste ist eine Teilliste der Liste der Kulturdenkmale im Saalekreis.

## Kulturdenkmale nach Ortsteilen

### Obhausen
| Lage                                                 | Bezeichnung             | Beschreibung   | Erfassungs- nummer | Ausweisungsart               | Bild |
| ---------------------------------------------------- | ----------------------- | -------------- | ------------------ | ---------------------------- | --- |
| Bleichplatz Grünanlage an der Hauptstraße (Karte)    | Kriegerdenkmal Obhausen | Kriegerdenkmal | 094 16945          | Baudenkmal                   | Kriegerdenkmal Obhausen                                                                                     |
| Goethestraße (Karte)                                 | Kirche                  | Sankt Petri    | 094 05961          | Baudenkmal                   | Weitere Bilder                                                                                              |
| Hallesche Straße 24 (Karte)                          | Kulturhaus              |                | 094 65511          | Baudenkmal                   | Kulturhaus                                                                                                  |
| Hallesche Straße 38 Ecke Hauptstraße (Karte)         | Bauernhof               |                | 094 65512          | Baudenkmal                   | BW |
| K 266 / L 172 Kreuzung (Karte)                       | Distanzstein            | Wegweiserstein | 094 66070          | Kleindenkmal                 | BW |
| Kirchplatz 3 (Karte)                                 | Bauernhof               |                | 094 65515          | Baudenkmal                   | BW |
| Kirchplatz 5 Neben der Kirche Sankt Johannis (Karte) | Bauernhof               |                | 094 65516          | Baudenkmal                   | [[Vorlage:Bilderwunsch/code!/C:51.392109,11.650391!/D:Kirchplatz 5 Neben der Kirche Sankt Johannis,!/\|BW]] |
| Kirchplatz 6 (Karte)                                 | Kirche                  | Sankt Johannis | 094 05962          | Baudenkmal                   | Weitere Bilder                                                                                              |
| Kirchplatz 2 bis 7 Pfarrgasse 1 (Karte)              | Ortskern                | Kirchplatz     | 094 65514          | Denkmalbereich               | [[Vorlage:Bilderwunsch/code!/C:51.392412,11.650639!/D:Kirchplatz 2 bis 7 Pfarrgasse 1,!/\|BW]]              |
| Pestalozzistraße 17, 18, 19 (Karte)                  | Schieferhof             | Rittergut      | 094 65517          | Baudenkmal                   | BW |
| Hallesche Straße, Pestalozzistraße                   | Park                    | Park           | 094 65517 001      | Teilobjekt eines Baudenkmals | |
| Pfarrgasse 1 (Karte)                                 | Pfarrhof                |                | 094 65518          | Baudenkmal                   | BW |
| Pfarrgasse 11 (Karte)                                | Toranlage               | Toranlage      | 094 16942          | Baudenkmal                   | BW |
| Pfarrgasse 14, 15 (Karte)                            | Gutshof                 | Gutshof        | 094 16943          | Baudenkmal                   | Gutshof |
| Pfarrgasse 14, 15                                    | Park                    | Park           | 094 16943 001      | Teilobjekt eines Baudenkmals | |
| Waidawinkel (Karte)                                  | Kirche                  | Sankt Nikolai  | 094 05792          | Baudenkmal                   | Weitere Bilder                                                                                              |
| Windmühlenstraße (Karte)                             | Mühle                   |                | 094 09019          | Baudenkmal                   | Mühle |

### Altweidenbach
| Lage                                                                         | Bezeichnung    | Beschreibung                  | Erfassungs- nummer | Ausweisungsart | Bild |
| ---------------------------------------------------------------------------- | -------------- | ----------------------------- | ------------------ | -------------- | --- |
| Börnchenweg 4 (Karte)                                                        | Posthalterei   | Weidlichs Gut                 | 094 09101          | Baudenkmal     | BW |
| L 172 ca. 200 m links hinter dem Ortsausgang in Richtung Schafstädt (Karte)  | Distanzstein   | Preußischer Ganzmeilenobelisk | 094 65595          | Kleindenkmal   | Weitere Bilder |
| Schafstädter Straße Nahe Ortsmitte und der historischen Posthalterei (Karte) | Brücke         |                               | 094 84752          | Baudenkmal     | [[Vorlage:Bilderwunsch/code!/C:51.382748,11.662414!/D:Schafstädter Straße Nahe Ortsmitte und der historischen Posthalterei,!/\|BW]] |
| Schafstädter Straße 8 (Karte)                                                | Portal         | Zum Grünen Schild             | 094 16949          | Baudenkmal     | BW |
| Weidenweg 6 (Karte)                                                          | Tagelöhnerhaus |                               | 094 16950          | Baudenkmal     | BW |

### Döcklitz
| Lage                   | Bezeichnung | Beschreibung      | Erfassungs- nummer | Ausweisungsart | Bild           |
| ---------------------- | ----------- | ----------------- | ------------------ | -------------- | -------------- |
| Hauptstraße (Karte)    | Kirche      |                   | 094 16946          | Baudenkmal     | Weitere Bilder |
| Hauptstraße 10 (Karte) | Gutshof     | Gutshof Hagenguth | 094 16948          | Baudenkmal     | Weitere Bilder |
| Hauptstraße 15 (Karte) | Bauernhaus  |                   | 094 65597          | Baudenkmal     | BW             |

### Esperstedt
| Lage                                                | Bezeichnung    | Beschreibung | Erfassungs- nummer | Ausweisungsart | Bild |
| --------------------------------------------------- | -------------- | ------------ | ------------------ | -------------- | --- |
| Bahnhofstraße (Karte)                               | Bahnhof        |              | 094 65519          | Baudenkmal     | Bahnhof |
| Hagenweg 1 (Karte)                                  | Mühlenhof      | Obermühle    | 094 65619          | Baudenkmal     | BW |
| Mühlenstraße (Karte)                                | Kirche         | Sankt Petri  | 094 65520          | Baudenkmal     | Weitere Bilder                                                                                             |
| Mühlenstraße 4 Südlich gegenüber der Kirche (Karte) | Pfarrhof       |              | 094 65521          | Baudenkmal     | [[Vorlage:Bilderwunsch/code!/C:51.424003,11.678637!/D:Mühlenstraße 4 Südlich gegenüber der Kirche,!/\|BW]] |
| Mühlenstraße 24 (Karte)                             | Mühlenhof      | Untermühle   | 094 65522          | Baudenkmal     | Mühlenhof                                                                                                  |
| Querfurter Straße (Karte)                           | Kriegerdenkmal |              | 094 65523          | Baudenkmal     | Kriegerdenkmal                                                                                             |
| Querfurter Straße 28 (Karte)                        | Bauernhof      |              | 094 65524          | Baudenkmal     | BW |
| Querfurter Straße 36 (Karte)                        | Bauernhof      |              | 094 65525          | Baudenkmal     | BW |

### Kuckenburg
| Lage                                                                                             | Bezeichnung    | Beschreibung | Erfassungs- nummer | Ausweisungsart | Bild |
| ------------------------------------------------------------------------------------------------ | -------------- | ------------ | ------------------ | -------------- | --- |
| Hauptstraße (Karte)                                                                              | Kriegerdenkmal |              | 094 65526          | Baudenkmal     | Kriegerdenkmal |
| Hauptstraße 27 Wohn- und Wirtschaftsgebäude, Westseite in 2,5 m Höhe neben einem Fenster (Karte) | Inschrifttafel |              | 094 66065          | Baudenkmal     | [[Vorlage:Bilderwunsch/code!/C:51.410006,11.656089!/D:Hauptstraße 27 Wohn- und Wirtschaftsgebäude, Westseite in 2,5 m Höhe neben einem Fenster,!/\|BW]] |
| Hauptstraße 33 Am Berg, als „point de vue“ der Hauptstraße (Karte)                               | Kirche         |              | 094 65527          | Baudenkmal     | Weitere Bilder |

### Neuweidenbach
| Lage                      | Bezeichnung | Beschreibung     | Erfassungs- nummer | Ausweisungsart | Bild |
| ------------------------- | ----------- | ---------------- | ------------------ | -------------- | ---- |
| Siedlung 1 bis 12 (Karte) | Siedlung    | Schwabensiedlung | 094 66066          | Denkmalbereich | BW   |

## Ehemalige Kulturdenkmale nach Ortsteilen
Die nachfolgenden Objekte waren ursprünglich ebenfalls denkmalgeschützt oder wurden in der Literatur als Kulturdenkmale geführt. Die Denkmale bestehen heute jedoch nicht mehr, ihre Unterschutzstellung wurde aufgehoben oder sie werden nicht mehr als Denkmale betrachtet. Mitunter sind Einzelobjekte aber noch immer Bestandteil eines geschützten Denkmalbereichs.

### Döcklitz
| Lage           | Bezeichnung | Beschreibung | Erfassungs- nummer | Ausweisungsart | Bild |
| -------------- | ----------- | ------------ | ------------------ | -------------- | ---- |
| Hauptstraße 11 | Bauernhaus  |              | 094 65596          |                |      |

### Esperstedt
| Lage                                                                        | Bezeichnung | Beschreibung | Erfassungs- nummer | Ausweisungsart | Bild |
| --------------------------------------------------------------------------- | ----------- | ------------ | ------------------ | -------------- | ---- |
| , südlich des Ortes auf dem Berg, Weggabelung nach Kuckenburg bzw. Obhausen | Wegweiser   |              | 094 65513          |                |      |

## Legende
In den Spalten befinden sich folgende Informationen:
- Lage: Nennt den Straßennamen und wenn vorhanden die Hausnummer des Kulturdenkmals. Die Grundsortierung der Liste erfolgt nach dieser Adresse. Der Link „Karte“ führt zu verschiedenen Kartendarstellungen und nennt die geographischen Koordinaten.
Link zu einem Kartenansichtstool, um Koordinaten zu setzen. In der Kartenansicht sind Baudenkmale ohne Koordinaten mit einem roten bzw. orangen Marker dargestellt und können in der Karte gesetzt werden. Baudenkmale ohne Bild sind mit einem blauen bzw. roten Marker gekennzeichnet, Baudenkmale mit Bild mit einem grünen bzw. orangen Marker.
- Offizielle Bezeichnung: Nennt den Namen, die Bezeichnung oder zumindest die Art des Kulturdenkmals und verlinkt, soweit vorhanden, auf den Artikel zum Objekt.
- Beschreibung: Nennt bauliche und geschichtliche Einzelheiten des Kulturdenkmals, vorzugsweise die Denkmaleigenschaften.
- Erfassungsnummer: Für jedes Kulturdenkmal wird in Sachsen-Anhalt eine 20stellige Erfassungsnummer vergeben. Die letzten zwölf Ziffern werden für die Untergliederung nach Teilobjekten genutzt und werden nur angegeben, soweit vergeben. In dieser Spalte kann sich folgendes Icon  befinden, dies führt zu Angaben zu diesem Baudenkmal bei Wikidata.
- Ausweisungsart: Die Einordnung des Denkmales nach § 2 Abs. 2 DenkmSchG LSA
- Bild: Ein Bild des Denkmales, und gegebenenfalls einen Link zu weiteren Fotos des Kulturdenkmals im Medienarchiv Wikimedia Commons. Wenn man auf das Kamerasymbol klickt, können Fotos zu Kulturdenkmalen aus dieser Liste hochgeladen werden: